# Oskar Lenz

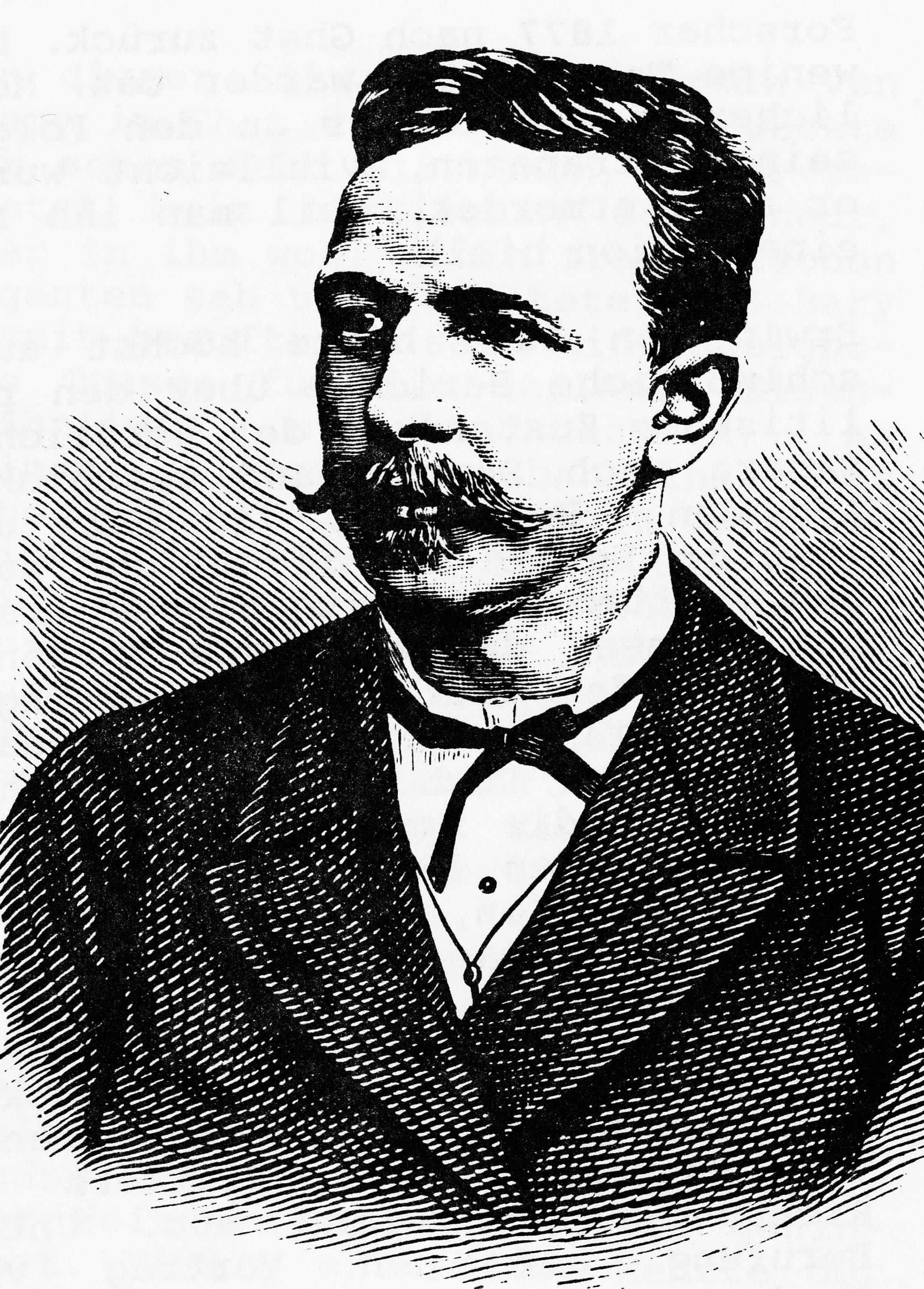
Oskar Lenz.

Heinrich Oskar Lenz, född 13 april 1848 i Leipzig, död 3 mars 1925 i Sooss, Niederösterreich, var en tysk geograf och afrikaresande.
Lenz fick 1872 anställning vid Geologische Reichsanstalt i Wien och erhöll 1874 av Tyska afrikanska sällskapet i Berlin uppdrag att delta i de av sällskapet utrustade vetenskapliga expeditionerna till Västafrika, där han gjorde Ogooué- och Gabonområdet till utgångspunkt för treåriga forskningsresor. Åren 1879–1880 färdades han på uppdrag av samma sällskap, förklädd till muslim, från Marocko över Taroudannt och Taudeni till Timbuktu och därifrån till Medine, Frankrikes yttersta militärkoloni vid Senegal. Han blev därigenom den förste europé, som från Timbuktu nådde kusten i västlig riktning.
På uppdrag av geografiska sällskapet i Wien, vars generalsekreterare han var, företog han 1885 en expedition från Kongo österut för att befria några genom mahdistupproret från kusten avskurna européer, men lämnades i sticket av araberna och måste, utan att nå sitt mål, från Stanleyfallen ta vägen över Tanganyika, Nyasaland och Schire till östkusten vid Quelimane (1886). År 1885 blev Lenz extra ordinarie professor i geografi vid universitetet i Czernowitz och 1887–1909 var han professor i geografi vid tyska universitetet i Prag.
Han publicerade Timbuktu. Reise durch Marokko, die Sahara und den Sudan (två band, 1884; andra upplagan 1892).